# Pterygodermatites cahirensis
Pterygodermatites cahirensis е паразитен нематод в тънките черва на представителите на семейство Котки. Името на вида произлиза от латинската pterygo – крило, и dermatites – кожа, което описва кутикулните крила или шипове по повърхността на тялото. Cahirensis отразява първоначалното описание на вида открит при котка в Кайро, Египет.

## Разпространение
Паразитът е разпространен в страните от Северна Африка, Близкия изток и Югоизточна Европа. При изследване сред диви котки в Аржентина в началото на 21 век за пръв път е открит и в Южна Америка.

## История на откриването
Паразитът е открит през 1904 г. от Jägerskiöld в материал за изследване събран от котка в Египет. До 1909 г. обаче видът остава ненаименуван. През тази година е наречен Rictularia cahirensis, но е обединен в общ вид на сходни представители паразитиращи при различни семейства бозайници, наречен Pterygodermatites affinis. През 1996 г. видът е преразгледан и Pterygodermatites cahirensis е отделен като самостоятелен вид нематод паразитиращ само при представителите на семейство Котки.

## Морфология
Видът е разделнополов. Женските са по едри и са с размери 8,75 - 13,5 mm, а мъжките 3,7 - 4,8 mm. Броят на латеровентралните кутикулни крила при мъжките е 96, а при женските варира от 126 до 135. Яйцето е овално с развита в него ларва и с размери 30 μm/40 μm. Характерна черта на вида е специфичната устна капсула, която служи за разграничаване от Pterygodermatites affinis при лисиците.

## Жизнен цикъл
Паразитът преминава през междинен и допълнителен гостоприемник преди да достигне до половозряла форма, развиваща се в тънките черва на крайния гостоприемник. Междинни гостоприемници са различни членестоноги. В Алжир това е например Tachyderma hispida. Те поглъщат яйцата отделени с фекалиите на крайните гостоприемници. Допълнителните гостоприемници поглъщат артроподите и така се опаразитавят. Такива са различни видове гущери и жаби. Котките де заразяват след консумация на такъв допълнителен гостоприемник. При оптимални условия пълен жизнен цикъл при паразита може да се затвори в рамките на 3 - 4 месеца.